# Каролина Гессен-Рейнфельс-Ротенбургская
Каролина Гессен-Рейнфельс-Ротенбургская (нем. Caroline von Hessen-Rheinfels-Rotenburg; 18 августа 1714, Ротенбургский замок, Гессен — 14 июня 1741, Отель Конде) — гессенская принцесса, дочь Эрнеста II Леопольда, ландграфа Гессен-Рейнфельс-Ротенбурга из Гессенского дома; в замужестве — герцогиня Бурбон и принцесса Конде.

## Происхождение
Принцесса Каролина родилась 18 августа 1714 года в замке Ротенбург, в Ротенбурге-на-Фульде. Она была дочерью Эрнеста II Леопольда, ландграфа Гессен-Рейнфельс-Ротенбурга, главы католической ветви Гессенского дома и его супруги графини Элеоноры фон Лёвенштайн-Вертхайм-Рошфор. Всего в семье было десять детей.

## Биография
В Сарри 24 июля 1728 года сочеталась браком с герцогом Луи IV Анри де Бурбоном, принцем крови и главой дома Конде, ветви дома Бурбонов. По материнской линии её супруг приходился внуком Людовику XIV, королю Франции. Для него это был второй брак, за восемь лет до которого он похоронил свою первую жену, принцессу Марию Анну де Бурбон. После замужества принцессу Каролину при королевском дворе называли «мадам герцогиня».
Принцесса Каролина была миловидной. Её кандидатура даже рассматривалась в невесты королю Людовику XV, но она была удалена из списка из-за слабого здоровья. Когда в 1725 году герцог Бурбон был сослан в провинцию, «мадам герцогине» пришлось последовать за ним в Шато-де-Шантильи. В 1730 году король простил её мужа и разрешил супругам вернуться ко двору. В Париже они скромно жили в отеле Конде.
За восемь лет брака у супругов родился только один ребёнок, Луи Жозеф де Бурбон (9 августа 1736 — 13 мая 1818), принц Конде.
Она овдовела 27 января 1740 года; герцог умер в Шато-де-Шантильи. В том же году во дворце Конде родился будущий маркиз де Сад, чья мать была фрейлиной у «мадам герцогини». Принцесса Каролина умерла в Париже 14 июня 1741 года. Её похоронила на территории монастыря кармелиток в Париже.
В 1767 году её племянница, принцесса Мария Луиза Тереза Савойская-Кариньянская, вышла замуж за Луи Александра де Бурбона, принца Ламбаля. Она стала близкой подругой королевы Марии Антуанетты и была убита толпой в Париже во время восстания в сентябре 1792 года.
В 1745 году другая её племянница, принцесса Виктория Гессен-Рейнфельс-Ротенбургская, вышла замуж за Шарля де Рогана, принца Субиза, главы младшей ветви дома Роганов. Их дочь Шарлотта де Роган также сочеталась браком с принцем Конде.